# کرد، قبله
کرد (به ترکی آذربایجانی: Kürd) یک منطقهٔ مسکونی در جمهوری آذربایجان است که در شهرستان قبله واقع شده‌است. کرد ۱٬۳۳۵ نفر جمعیت دارد.